# Críton de Atenas

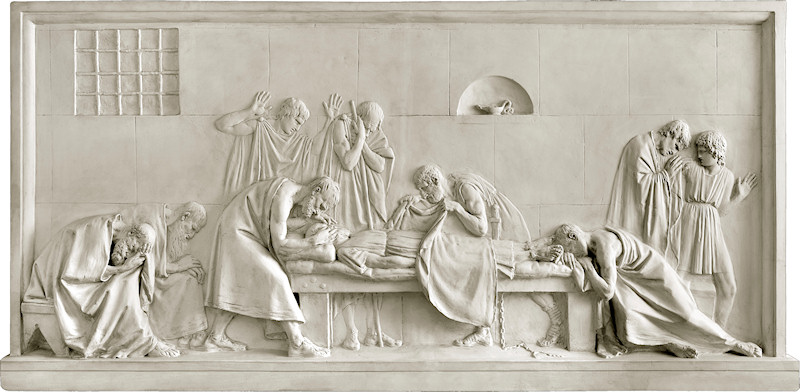
Críton de Alopece, o quarto da esquerda, fecha os olhos de seu amigo falecido Sócrates em uma peça em baixo-relevo do final do século 18 do escultor italiano Antonio Canova.

Crito de Atenas (em grego clássico: Κρίτων Άλωπεκῆθεν, gen.: Κρίτωνος, Kríton Alōpekēthen; c. 469 – século IV BCE) foi um ateniense agricultor descrito nos diálogos socráticos de Platão e Xenofonte, onde ele aparece como um companheiro fiel e ao longo da vida do filósofo Sócrates.

## Vida
Crito cresceu na democracia ateniense de Alopece juntamente com Sócrates e tinha aproximadamente a mesma idade que o filósofo, colocando a sua data de nascimento em torno de 469 aC. a obra de Platão, Eutidemo e a obra de Xenofonte, Memorabilia ambos o apresentam como um rico empresário que fez seu dinheiro da agricultura, estudiosos especulam que aconteceu em Alopece.  Ele parece ter se casado com uma mulher com impressionante linhagem aristocrática e teve pelo menos dois filhos, incluindo o mais velho Critóbulo (Κριτόβουλος, Kritóboulos), um dos jovens seguidores de Sócrates, eo mais jovem Arquestrato (Άρχέστρατος, Archéstratos), mais tarde um general de sucesso.  Sua participação nos eventos que cercam o julgamento e morte de Sócrates de 399 implica que ele sobreviveu até o 4 º século a.C.